# Леонард Метловіч
Леонард П. Метловіч (англ. Leonard P. Matlovich; 6 липня 1943 — 22 червень 1988) — технік-сержант Військово-повітряних сил США, ветеран війни у В'єтнамі, інструктор з проблем расових взаємин, ЛГБТ-активіст. Перший відкритий гей військовий у США. Перший відкритий гей на обкладинці американських ЗМІ. Володар Пурпурного серця і бронзової зірки.
Леонард став першим геєм-військовослужбовцем, що навмисно відкрито заявив про свою орієнтацію в цілях протидії закону 1993 року, що забороняв служити відкритим геям «Не питай, не кажи». Можливо, він — найбільш відомий гомосексуал в Америці 1970-х років після Гарві Мілка. Його боротьба за право залишитися у Військово-повітряних силах США стала cause célèbre (фр. cause célèbre), навколо якої згуртувалась ЛГБТ-спільнота.
Фотографія Леонарда з'явилася на обкладинці журналу «Time» 8 вересня 1975, зробивши його символом для тисяч військовослужбовців-геїв і лесбійок, а також гомосексуалів взагалі.,,

## Камінг-аут та активізм

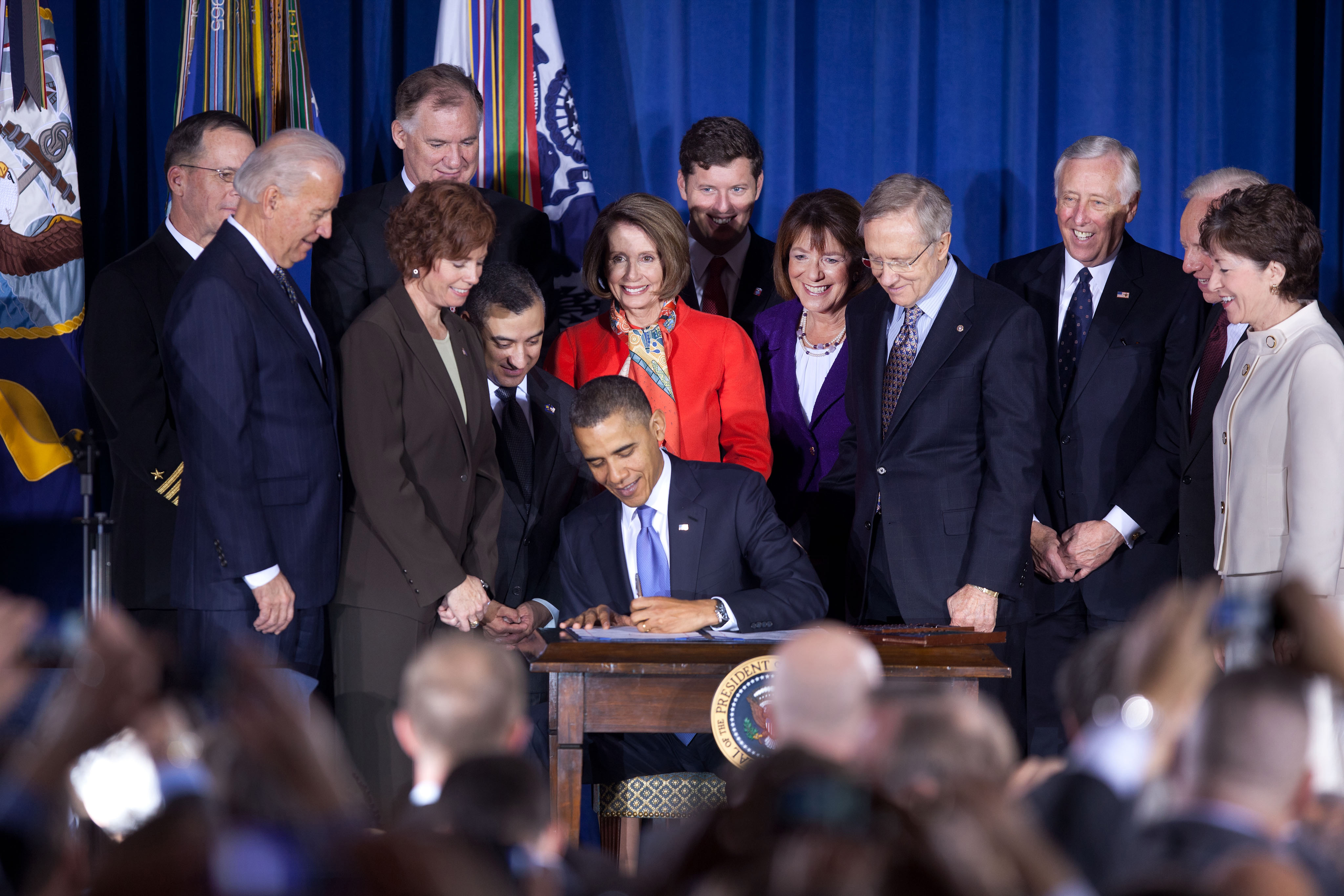
Барак Обама урочисто підписує указ про скасування закону «Не питай, не кажи» 22 грудня 2010 рік.

В березні 1974 року, раніше не знаючи про організований ЛГБТ-рух, Леонард прочитав інтерв'ю в Air Force Times з ЛГБТ-активістом Френком Камені, і дізнався, що Камени довго шукає військовослужбовця-гея з чудовою репутацією для створення справи - прецедента для постановки під сумнів заборони на службу геїв в армії. Чотири місяці по тому він познайомився з Камені в будинку останнього у Вашингтоні. Через кілька місяців обговорень з Камені і юристом Американського союзу захисту громадянських свобод Девідом Еддлстоуном, під час яких вони складали план, Метловіч особисто передав листа своєму командиру в Ленглі Філд 6 березня 1975. Коли той запитав «Що це значить?», Леонард відповів йому «Це означає Браун проти Ради з освіти» - відсилання до вирішення Верховного суду США у справі 1954 року, який заборонив  расову сегрегацію у школах.
Найбільш болючим аспектом усього цього для Метловіча стало камінг-аут батькам. Він відкрився матері по телефону. Вона була настільки приголомшена, що відмовилася розповісти про це батькові. Її першою реакцією стало переконання, що бог карає її за щось, що вона зробила, навіть незважаючи на те, що католицька віра не поділяє таких поглядів. Потім вона думала, що її син недостатньо молився або мало відвідував психіатрів. Пізніше вона зізналася, що довгий час підозрювала про гомосексуальну орієнтацію сина. Батько Леонарда нарешті дізнався про це, прочитавши в газеті після того, як його справа стала надбанням громадськості, на День пам'яті, завдяки статті на першій шпальті The New York Times і передачу CBS Evening News with Walter Cronkite в той вечір. Метловіч згадував, що «той плакав близько двох годин». Після цього він сказав дружині, що «якщо він може це витримати, я зможу це витримати».

## Смерть

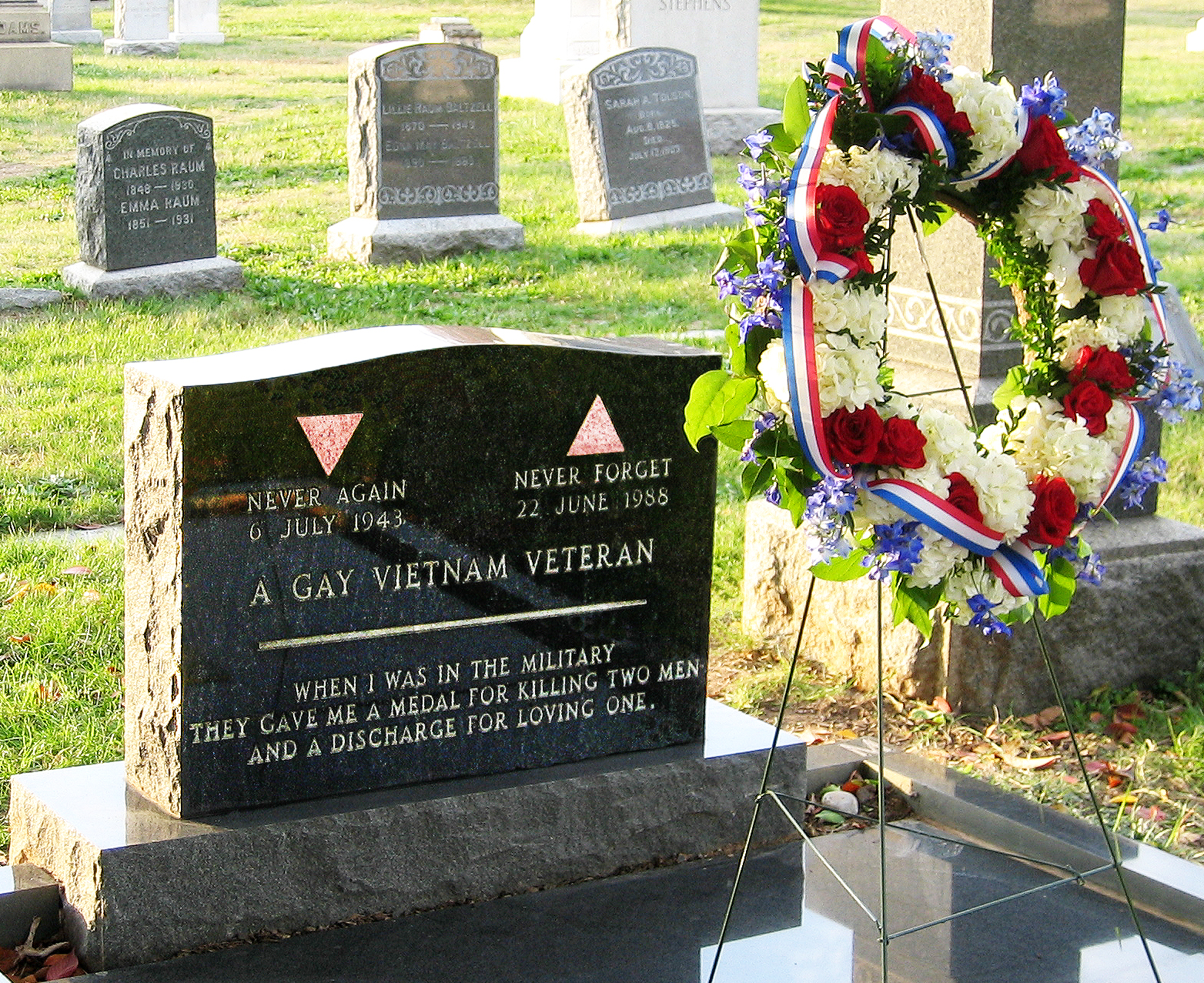
Могила Метловіча на кладовищі Конгресу. На плиті написано: «Ветеран-гомосексуал В'єтнаму»
«Коли я служив в армії, мені дали медаль за вбивство двох чоловіків і звільнили за любов до одного»

22 червня 1988 року, менш ніж за місяць до свого 45-го дня народження, Метловіч помер в Лос-Анджелесі через ускладнення СНІДу. 
Його могила, розташована на кладовищі Конгресу в одному ряду з могилою Едгара Гувера, є меморіалом всім геям-ветеранам і не містить імені. На могильній плиті викарбувано: «Коли я служив в армії, мені дали медаль за вбивство двох чоловіків і звільнили за любов до одного».